# Ostris

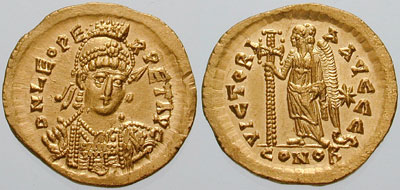
Sòlid de l'emperador Lleó I el Traci (r. 457-474)

Ostris (en grec: Όστρυς) va ser un oficial de l'exèrcit romà d'Orient d'origen got del segle v, que va estar actiu durant el regnat de l'emperador Lleó I el Traci (r. 457-474). És citat per primer cop durant la dècada dels 460's, quan el 466/467 va comandar al costat del mestre dels soldats Aspar, Basilisc, Anagast i Antemi (r. 467-472) les tropes imperials a la Tràcia contra una invasió d'huns i gots, liderada per Dengizich (r. 458-469). Es desconeix el càrrec que ocupava, tot i que segurament era un comes dels assumptes militars (comes rei militaris). Ostris reapareix l'any 471, com a comes a  l'Orient.
En aquells temps era un dels partidaris gots d'Aspar a la cort de Constantinoble. Quan Aspar fou assassinat, l'any 471, per ordre de Lleó I, Ostris va intentar venjar el caigut, aliat amb Teodoric Estrabó, un altre partidari d'Aspar i parent d'aquest, atacant el Gran Palau a Constantinoble, però foren derrotats pels excubitors, dirigits per Zenó i Basilisc. Fugiren a la Tràcia on es van dedicar a saquejar els camps de la regió. No se'n sap res més d'ell.